# Thành Long
Trần Cảng Sinh SBS MBE PMW (tiếng Trung: 陳港生, tiếng Anh: Chan Kong-sang), hay Phòng Sĩ Long (tiếng Trung: 房仕龍, tiếng Anh: Fang Shi-long), thường được biết đến với nghệ danh Thành Long (tiếng Trung: 成龙, tiếng Anh: Jackie Chan; sinh ngày 7 tháng 4 năm 1954), là một nam diễn viên, chỉ đạo võ thuật kiêm nhà làm phim người Hồng Kông. Được mệnh danh là "vua hành động của châu Á", ông được đánh giá là một trong những nhân vật điện ảnh nổi tiếng và có tầm ảnh hưởng nhất trên toàn thế giới.
Xuyên suốt sự nghiệp của mình, ông nhận được sự hâm mộ rộng rãi ở cả hai bán cầu Đông và Tây, và đã được lưu danh trên Đại lộ Ngôi sao Hồng Kông và Đại lộ Danh vọng Hollywood. Ông được giới thiệu trong nhiều bài hát nhạc pop, phim hoạt hình và trò chơi điện tử. Ông là một ca sĩ được đào tạo bài bản và cũng là một ngôi sao của dòng nhạc Cantopop và Mandopop, đã phát hành một số album và bài hát nhạc phim mà ông thủ vai chính. Ông cũng là một nhà từ thiện nổi tiếng toàn cầu và được tạp chí Forbes vinh danh là một trong 10 người nổi tiếng làm từ thiện nhiều nhất. Năm 2015, Forbes ước tính giá trị tài sản ròng của ông là 350 triệu USD và tính đến năm 2016, ông là diễn viên kiếm tiền nhiều thứ hai trên thế giới.
Kể từ năm 2013, Thành Long là một chính trị gia thân Đảng Cộng sản, từng đảm nhận hai nhiệm kỳ làm đại biểu của Hội nghị Hiệp thương Chính trị Nhân dân Trung Quốc. Với những đóng góp to lớn cho ngành điện ảnh Hồng Kông, Trung Quốc và Hollywood, ông được Viện Hàn lâm Khoa học và Nghệ thuật Điện ảnh trao giải Oscar danh dự vào năm 2016.

## Tiểu sử
Thành Long sinh ngày 7 tháng 4 năm 1954 tại Núi Thái Bình, Hồng Kông với tên khai sinh là Trần Cảng Sinh (tiếng Trung: 陳港生; nghĩa đen 'sinh ra ở Hồng Kông'). Quê tổ của ông tại huyện Vu Hồ, tỉnh An Huy. Cha mẹ ông là những người di cư do cuộc Nội chiến Trung Quốc. Ông có biệt danh là Pháo Pháo (tiếng Trung: 炮炮) vì sở thích lăn lộn khi còn nhỏ của mình.. Do cha mẹ ông làm việc cho Lãnh sự quán Pháp tại Hồng Kông, Thành Long đã trải qua thời ấu thơ tại khu vực của lãnh sự quán ở quận Núi Thái Bình.
Thành Long đi học trường Tiểu học Nah-Hwa ở Đảo Hồng Kông, năm học đầu tiên ông bị ở lại lớp, rồi bỏ học do cha mẹ rút tên ông khỏi trường. Vào năm 1960, cha ông nhập cư vào Canberra, Úc để làm bếp trưởng cho đại sứ quán Hoa Kỳ, Thành Long được gửi tới học tại Học viện Hý kịch Trung ương, một ngôi trường do sư phụ Vu Chiêm Nguyên điều hành.
Thành Long đã phải trải qua quá trình huấn luyện khắt khe trong thời gian dài, đặc biệt là huấn luyện về võ thuật và nhào lộn. Ông gia nhập nhóm Thất Tiểu Phúc, một nhóm gồm những học sinh xuất sắc nhất của trường được chọn để đi đóng phim, và lấy nghệ danh là Nguyên Lâu để tỏ lòng kính trọng sư phụ. Thành Long trở nên thân thiết với các thành viên trong nhóm như Hồng Kim Bảo và Nguyên Bưu.
Khi được 8 tuổi, ông xuất hiện trong bộ phim Đại Tiểu Hoàng Thiên Bá (1962) cùng với một số bạn đồng môn trong nhóm "Thất Tiểu Phúc", trong phim Li Li Hua đóng vai mẹ của ông. Thành Long lại xuất hiện cùng với Li vào năm tiếp theo, trong bộ phim Lương Sơn Bá và Chúc Anh Đài (1963) rồi đóng một vai nhỏ trong bộ phim năm 1966 của Hồ Kim Thuyên có tên Đại túy hiệp. Vào năm 1971, sau khi xuất hiện trong một vai phụ của một bộ phim khác của Hồ Kim Thuyên, Hiệp Nữ, Thành Long bắt đầu sự nghiệp đóng phim với các vai diễn trưởng thành trong ngành công nghiệp điện ảnh, bắt đầu bằng việc ký hợp đồng với Hãng phim Great Earth của Chu Mu.. Lúc 17 tuổi, ông đóng vai phụ trong các cảnh võ thuật trong bộ phim Tinh võ môn và Long tranh hổ đấu của Lý Tiểu Long với nghệ danh Trần Nguyên Long. Ông nhận được vai chính đầu tiên vào cuối năm đó, trong bộ phim Quảng Đông tiểu lão hổ, phát hành không nhiều tại Hồng Kông vào năm 1973.
Sau thất bại thương mại trong nỗ lực đầu tư ban đầu vào bộ phim và những rắc rối khi tìm vai đóng cảnh hành động, Thành Long đoàn tụ với cha mẹ tại Canberra năm 1976, nơi ông có thời gian ngắn học tại trường Cao đẳng Dickson và làm công nhân xây dựng. Một người bạn cùng nghề xây dựng có tên Jack đã hướng dẫn cho Thành Long, vì vậy Thành Long được mọi người gọi là "Jack nhỏ" rồi sau đó viết ngắn lại thành "Jackie", cái tên Jackie Chan đã gắn liền với ông từ đó đến nay.
Ngoài ra, năm 2013 Thành Long đã đổi tên Trung Quốc của ông thành Phòng Sĩ Long, vì họ gốc của cha ông là họ Phòng. Còn Trần trong tên khai sinh Trần Cảng Sinh thực chất là họ của bà nội ông chứ không phải là họ cha ông. Cha ông là Phòng Đạo Long đã đổi sang họ Trần của mẹ (tức là bà nội của Thành Long) khi ông chuyển tới Hồng Kông. Con trai ông ban đầu đặt tên là Trần Tổ Danh, đến năm 2003 cũng được đổi thành Phòng Tổ Danh.

## Sự nghiệp điện ảnh

### Thành công ban đầu: 1976–1980
Vào năm 1976, Thành Long nhận được một bức điện từ Trần Tự Cường, một nhà sản xuất phim trong ngành công nghiệp điện ảnh Hồng Kông, người ấn tượng với các vai diễn hành động của Thành Long. Tự Cường đề nghị ông một vai diễn chính trong một bộ phim do La Duy làm đạo diễn. La Duy đã xem qua vai diễn của Thành Long trong bộ phim Thiếu Lâm Môn (1976) của Ngô Vũ Sâm, từ đó lên kế hoạch biến ông thành một Lý Tiểu Long mới với bộ phim Tân Tinh Võ Môn. Nghệ danh của ông từ đó đổi thành Thành Long (tiếng Hoa: 成龍) để nhấn mạnh sự tương tự của ông với Lý Tiểu Long. Bộ phim không thành công vì Thành Long không quen với phong cách võ thuật của Lý. Mặc cho thất bại của bộ phim, La Duy vẫn tiếp tục sản xuất thêm một số phim với cùng phong cách, và cũng như số phận của phim nói trên, các phim này cũng không gây được mấy tiếng tăm tại các rạp chiếu.
Bước ngoặt đầu tiên của Thành Long là bộ phim Xà hình Điêu thủ năm 1978, quay trong thời gian ông được cho Hãng phim Seasonal mượn theo hợp đồng hai-phim. Dưới tay đạo diễn Viên Hòa Bình, Thành Long được phép hoàn toàn tự do trong các pha hành động. Bộ phim được làm theo thể loại phim võ thuật hài, và đã thổi một làn gió mới vào thị hiếu của khán giả Hồng Kông. Thành Long sau đó đóng vai chính trong phim Túy Quyền, bộ phim chính thức đưa ông đến với con đường thành công.
Khi Thành Long quay trở lại hãng phim của La Duy, La Duy cố gắng lặp lại cách tiếp cận hài hước của Túy Quyền, đã sản xuất hai phim Chiêu bán thức sấm giang hồ và Quyền tinh. Ông cũng cho Thành Long cơ hội cùng đạo diễn bộ phim Tiểu quyền quái chiêu với Tăng Giang. Khi Trần Tự Cường rời công ty, ông khuyên Thành Long nên tự quyết định trong việc ra đi hay ở lại với La Duy. Trong khi đang đóng phim Tiểu quyền quái chiêu phần II, Thành Long phá bỏ hợp đồng và gia nhập Hãng phim Gia Hòa (Golden Harvest), La Duy đã giận tới mức hăm dọa sẽ kiện đến Hội Tam Hoàng, đổ lỗi cho Tự Cường vì sự ra đi của ngôi sao của mình. Tranh chấp này sau đó được giải quyết nhờ sự giúp đỡ của diễn viên-đạo diễn Vương Vũ, giúp Thành Long được ở lại với Golden Harvest.

### Thành công với thể loại phim hành động hài: 1980–1987
Trần Tự Cường trở thành giám đốc cá nhân và là người bạn chí cốt của Thành Long, vẫn tiếp tục đảm nhiệm vị trí này trong hơn 30 năm. Ông chính là người giúp đỡ Thành Long bước vào sự nghiệp quốc tế, bắt đầu với những bước đầu tiên vào Điện ảnh Hoa Kỳ trong thập niên 1980. Bộ phim Hollywood đầu tiên của ông là Sát thủ hào sản xuất năm 1980. Sau đó Thành Long đóng một vai nhỏ trong bộ phim The Cannonball Run năm 1981, thu được 100 triệu Dollar Mỹ trên toàn cầu. Mặc dù không thu hút được số đông khán giả do họ thích những diễn viên Mỹ thành danh như Burt Reynolds hơn, Thành Long vẫn cảm thấy ấn tượng với đoạn chiếu cảnh hậu trường trong phần giới thiệu cuối phim, truyền cảm hứng cho ông bổ sung những đoạn phim tương tự như vậy vào các phim sau này. Sau thất bại thương mại của The Protector năm 1985, Thành Long tạm thời từ bỏ việc xâm nhập vào thị trường Hoa Kỳ, quay sự tập trung trở về Điện ảnh Hồng Kông.
Quay về Hồng Kông, các phim của Thành Long bắt đầu thu hút lượng khán giả lớn hơn tại Đông Á, với những thành công bước đầu tại thị trường Nhật Bản đầy lợi nhuận trong đó có các phim Suất đệ xuất mã (1980) và Long thiếu gia (1982). Thành Long sản xuất một số bộ phim hành động hài với những người bạn trong trường hý kịch là Hồng Kim Bảo và Nguyên Bưu. Ba người đóng chung với nhau lần đầu tiên vào năm 1983 trong Kế hoạch A, giành được giải Chỉ đạo hành động hay nhất tại Giải thưởng Điện ảnh Hồng Kông hàng năm lần thứ ba. Trong hai năm tiếp theo, "Ba anh em" tiếp tục xuất hiện trong Quán ăn lưu động và bộ ba phim Ngũ phúc tinh bản gốc. Vào năm 1985, Thành Long thực hiện bộ phim Câu chuyện cảnh sát đầu tiên, một bộ phim hài mang ảnh hưởng phong cách Mỹ trong đó Thành Long tự đóng các pha nguy hiểm. Phim được tặng giải "Phim hay nhất" trong Giải thưởng Điện ảnh Hồng Kông năm 1986.
Vào năm 1987, Thành Long đóng vai "Chim ưng châu Á", một nhân vật mang phong cách Indiana Jones, trong bộ phim Long huynh hổ đệ. Bộ phim là thành công lớn nhất tại các rạp chiếu phim trong nước của Thành Long cho đến nay, thu được lợi nhuận hơn 35 triệu đô la Hồng Kông. Nhiều tháng sau, Thành Long tiếp tục đóng vai một cảnh sát nhờ vào 2 anh em, Nguyên Bưu và Kim Bảo trong bộ phim "Người chiến thắng và kẻ tội phạm". Trong bộ phim này, có nhiều người được đóng vai theo một nghề nghiệp khác nhau và họ học võ thuật từ 3 nhân vật chính đó. "Hầu như không có ai có thể biết được mỗi nhân vật chính đều phối hợp với nhau để tấn công những kẻ xấu sử dụng kỹ năng võ thuật điêu luyện cực sắc bén."

### Thành công của phim nối tiếp và đột phá tại Hollywood: 1988–1998
Vào năm 1988, Thành Long có bộ phim đóng chung cuối cùng với Hồng Kim Bảo và Nguyên Bưu cho đến nay, Phi long mãnh tướng. Hồng Kim Bảo cùng đạo diễn với Nguyên Khuê, và nhân vật phản diện do Nguyên Hoa đóng, tất cả họ đều là những người tốt nghiệp từ Học viện Hý kịch Trung Quốc.
Cuối thập niên 1980 và đầu thập niên 90, Thành Long đóng một số sê-ri phim thu được thành công lớn, bắt đầu bằng Câu chuyện cảnh sát 2, bộ phim đã giành giải Chỉ đạo hành động hay nhất trong Giải thưởng Điện ảnh Hồng Kông năm 1989. Bộ phim tiếp theo là Long huynh hổ đệ II: Kế hoạch Phi ưng, và Câu chuyện cảnh sát 3, bộ phim giúp ông giành giải Diễn viên hay nhất của Liên hoan phim Kim Mã. Vào năm 1994, Thành Long lặp lại vai diễn Hoàng Phi Hồng của ông trong Túy quyền II, bộ phim được liệt vào một trong 100 phim hay nhất mọi thời đại của Tạp chí Time. Một bộ phim nối tiếp khác, Câu chuyện cảnh sát 4: Nhiệm vụ đơn giản, đã mang về cho ông thêm các giải thưởng cùng những thành công tại rạp chiếu phim trong nước, tuy không được đón nhận nhiều tại thị trường nước ngoài. Thành Long lại nhen nhóm mục tiêu Hollywood vào thập niên 1990, nhưng thoạt đầu từ chối những đề nghị đóng vai phản diện trong các bộ phim Hollywood để tránh tiền lệ cho các vai diễn sau này. Ví dụ như Sylvester Stallone đề nghị ông vai Simon Phoenix, một tên tội phạm trong bộ phim giả tưởng về tương lai Demolition Man. Thành Long đã từ chối và vai diễn này do Wesley Snipes đảm nhiệm.
Cuối cùng Thành Long cũng thành công trong việc tạo lập bước đi đầu tiên trong thị trường Bắc Mỹ vào năm 1995 với việc phát hành bộ phim Náo loạn phố Bronx trên toàn cầu, thu hút được những người hâm mộ tại Hoa Kỳ, một điều hiếm thấy đối với các ngôi sao điện ảnh Hồng Kông. Sự thành công của Náo loạn phố Bronx tiếp nối bằng sự phát hành bộ phim Câu chuyện cảnh sát 3 vào năm 1996 tại Hoa Kỳ dưới tên Supercop (Siêu cớm), thu được khoản lợi nhuận là 16.270.600 USD. Sau đó Thành Long cùng với Chris Tucker đóng bộ phim hài hành động nói về cặp đôi cảnh sát, Giờ cao điểm, thu được 130 triệu USD chỉ tính riêng tại Hoa Kỳ.

### Chuyển sang phim chính kịch: 1998–nay
Vào năm 1998, Thành Long ra mắt bộ phim cuối cùng của anh cho hãng Gia Hòa, Tôi là ai?. Sau khi rời Gia Hòa vào năm 1999, ông đã quay bộ phim Chai thủy tinh, một bộ phim hài lãng mạn nói về những mối quan hệ cá nhân. Thành Long đã giúp tạo ra trò chơi PlayStation vào năm 2000 có tên Jackie Chan Stuntmaster, trong đó ông cho phép nhân vật dùng giọng nói của mình và thực hiện các pha hành động để mô phỏng. Cũng từ năm đó, Thành Long có một phiên bản hoạt hình của chính ông trong loạt phim hoạt hình Jackie Chan Adventures (Cuộc phiêu lưu của Thành Long), chiếu cho đến năm 2005.
Mặc dù có được thành công với Trưa Thượng Hải vào năm 2000, Giờ cao điểm 2 năm 2001 và Hiệp sĩ Thượng Hải năm 2003, Thành Long dần mất động lực tại Hollywood do những vai diễn na ná nhau và thiếu sự tự chủ trong quá trình làm phim. Sau khi hãng Gia Hòa chấm dứt sản xuất phim vào năm 2003, Thành Long cho mở một hãng sản xuất phim của chính mình, JCE Movies Limited (viết tắt của Jackie Chan Emperor Movies Limited, Công ty TNHH Điện ảnh Anh Hoàng Thành Long) phối hợp với Emperor Multimedia Group (EMG). Từ đó các phim của ông xuất hiện ngày càng nhiều các cảnh phim sâu sắc hơn nhưng vẫn tiếp tục thành công tại các rạp chiếu; ví dụ như Tân câu chuyện cảnh sát (2004), Thần thoại (2005) và Kế hoạch BB (2006).

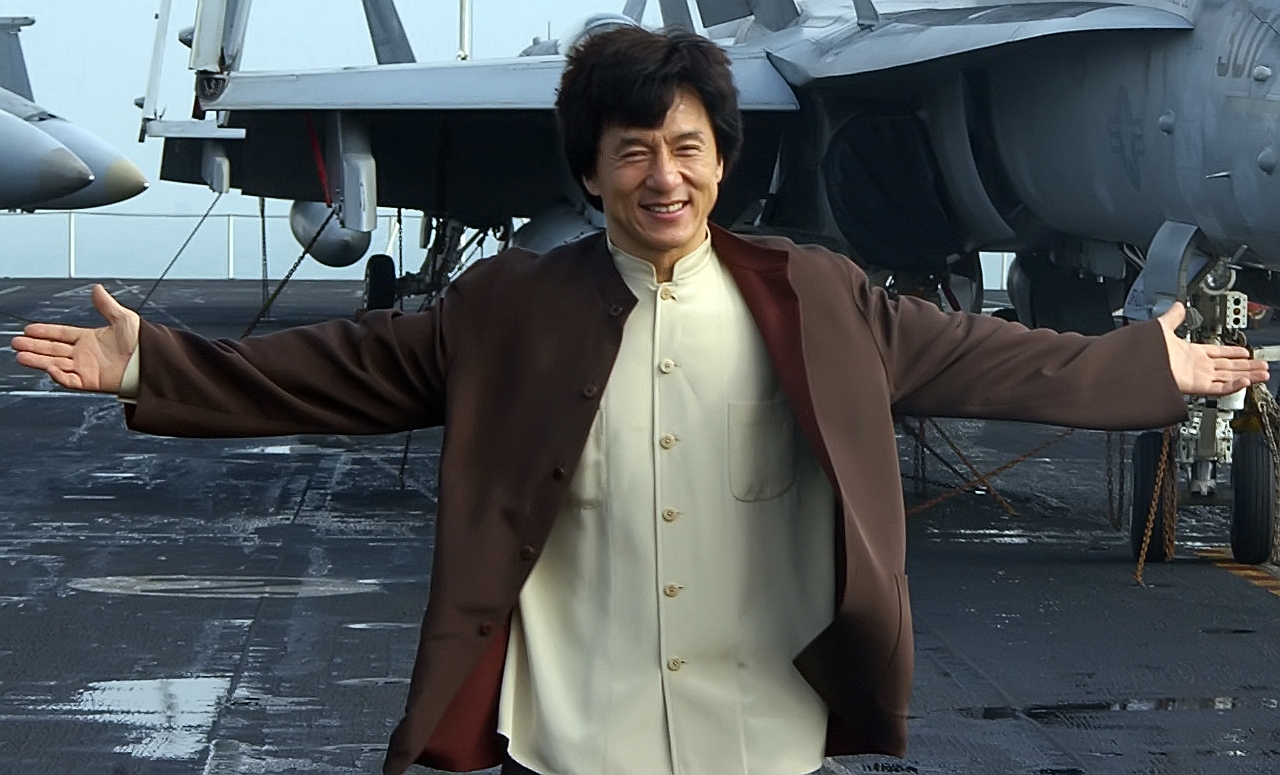
Thành Long trên thiết giáp hạm USS Kitty Hawk vào năm 2002

Bộ phim tiếp theo của Thành Long là Giờ cao điểm 3 ra mắt vào tháng 8 năm 2007. Bộ phim thu được doanh số là 140 triệu USD - ít hơn khoảng 100 triệu so với phần hai, nhưng gần ngang với lợi nhuận từ phần một. Tuy nhiên, bộ phim không được khán giả Hồng Kông đón nhận, chỉ thu được 3,5 triệu đô la Hồng Kông trong tuần đầu công chiếu. Bộ phim Vua Kung Fu, biểu tượng của sự hợp tác trên màn ảnh đầu tiên của Thành Long với diễn viên Trung Quốc Lý Liên Kiệt, đã hoàn thành vào ngày 24 tháng 8 năm 2007 và phát hành trong tháng 4 năm 2008. Thành Long cũng lồng tiếng cho nhân vật Sư huynh Khỉ trong bộ phim của hãng DreamWorks Animation, Kung Fu Panda, phát hành vào tháng 6 năm 2008, cùng các ngôi sao khác cũng tham gia lồng tiếng như Jack Black, Dustin Hoffman và Angelina Jolie. Ngoài ra, ông cũng đã đồng ý hỗ trợ Anthony Szeto với vai trò cố vấn cho bộ phim Wushu sắp ra mắt của đạo diễn-nhà biên kịch này, hiện đang trong giai đoạn tiền sản xuất. Trong phim này sẽ có các diễn viên Hồng Kim Bảo và Vương Văn Kiệt trong vai cha con. Vào tháng 11 năm 2007, Thành Long bắt đầu đóng bộ phim Shinjuku Incident, đạo diễn Nhĩ Đông Thăng, trong đó Thành Long đóng vai một người Trung Quốc nhập cư vào Nhật Bản. Các công đoạn quay phim hiện đã hoàn tất và đang trong giai đoạn hậu sản xuất. Bộ phim dự kiến công chiếu tại Hồng Kông vào ngày 25 tháng 9 năm 2008. Theo blog của ông, Thành Long mong muốn được tự tay đạo diễn một bộ phim sau khi hoàn thành Shinjuku Incident, điều mà ông không thực hiện trong nhiều năm trước đây. Bộ phim đó được kỳ vọng có thể là phần ba của phim Long huynh hổ đệ, có tựa đề dự kiến là Long huynh hổ đệ III: Con giáp. Chính Thành Long nói rằng ông sẽ bắt đầu việc làm phim vào ngày 1 tháng 4 năm 2008, nhưng thời điểm đó đã qua. Nếu Công đoàn Diễn viên không đình công, Thành Long sẽ bắt đầu quay bộ phim The Spy Next Door vào giữa tháng 10, như vậy dự án Long huynh hổ đệ III: Con giáp vẫn còn treo lơ lửng.
Năm 2010, bộ phim The Karate Kid cho thấy sự trầm tính hơn của Thành Long. Thành Long vào vai Ông Hán, một thợ sửa ống nước, cũng từng là một võ sư Kung Fu. Khi Dre Parker (Jaden Smith) cùng mẹ chuyển tới Trung Quốc sống gần nhà ông, ông đã bảo vệ cậu khỏi đám học sinh võ thuật hung hăng của võ sư Lý, người dạy học trò "không nhân từ" với đối thủ. Bị buộc phải đấu võ, ông Hán yêu cầu Lý để yên cho Dre trước khi tham gia đấu chính thức trong giải Kung Fu mở rộng, và chính ông là người dạy Dre võ Kung Fu thực sự, bằng việc đơn giản là tập treo áo khoác. Lúc đầu, Dre ghét ông Hán vì bắt cậu làm đi làm lại một trò chán ngắt là treo áo lên, lấy xuống, mặc lên người, bỏ xuống đất rồi lại treo lên, nhưng rồi ông Hán cho cậu thấy Kung Fu không phải là chỉ đánh đấm: nó tồn tại trong mọi thứ từ việc đơn giản như treo một chiếc áo khoác lên móc. Dần dần hai người trở nên thân thiết với nhau: Dre dạy ông Hán đứng lên sau khi ngã, khi ông Hán than khóc về chuyện vì ông mà gia đình ông chết trong một tai nạn ô tô, và ông Hán giúp Dre xin lỗi bố một cô gái mà cậu thích, sau khi cậu vô tình làm cô đến muộn một buổi tập violon. Dre tham gia cuộc đấu và bị chấn thương ở chân khi một đối thủ của cậu chơi xấu, nhưng Dre quyết định thi đấu tới cùng và đánh bại đối thủ lớn nhất của cậu, khiến các đối thủ từ khinh thị cậu trở thành tôn trọng cậu, và học sinh của Lý bái ông Hán làm sư phụ thực sự.
Năm 2012, 12 con giáp (Chinese Zodiac), Thành Long trở lại với vai diễn hài truyền thống: Thành Long vào vai một thành viên của tổ chức điệp viên tối mật chuyên săn lùng và trả lại những vật báu bị mất cắp hoặc bị làm nhái bởi các công ty chuyên bán đấu giá cổ vật cho chủ nhân thực sự của chúng. Bộ phim được đánh giá là một trong những bộ phim hay nhất của Hồng Kông, do chính Thành Long đạo diễn. Thành Long cũng nói thêm rằng bộ phim này nhằm để tỏ lòng biết ơn và tôn trọng những người nhặt được hoặc tìm được đồ quý và trả lại cho chủ nhân đích thực của chúng.
Năm 2017 Thành Long ra mắt bộ phim Kẻ ngoại tộc. Trong phim, Thành Long vào vai người đàn ông Việt gốc Hoa đi trả thù những kẻ đã gây ra cái chết cho đứa con gái của mình. Thành Long đã có dịp hợp tác và đối đầu với nhân vật do Pierce Brosnan thủ vai. Bộ phim không có những tình huống hài hước như thường thấy ở phim Thành Long, mà thay vào đó là không khí căng thẳng và kịch tính hơn. Bộ phim một lần nữa khẳng định khả năng diễn xuất rất tốt của Thành Long.
Tháng 9 năm 2018, ông sản xuất thêm bộ phim giàu tính cạnh tranh và sự nguy hiểm là bộ phim Đại náo Hội Tam Hoàng, do chính ông đạo diễn bộ phim này. Ngoài ra còn có những bộ phim khác như: Cuộc chiến dị nhân, Truy tìm báu vật,....

## Cảnh hành động nguy hiểm
Thành Long tự mình thực hiện phần lớn các pha hành động nguy hiểm, do Nhóm hành động mạo hiểm Thành Long (Thành Gia Ban) chỉ đạo diễn xuất. Ông đã nói trong các lần phỏng vấn rằng cảm hứng chủ yếu cho những pha hành động hài của ông là từ những bộ phim như The General, với diễn viên chính là Buster Keaton, người cũng nổi tiếng vì tự mình diễn các pha nguy hiểm không cần thế vai. Từ khi thành lập nhóm năm 1983, Thành Long đã sử dụng nhóm trong tất cả các phim sau đó của ông để giúp việc chỉ đạo diễn xuất dễ dàng hơn, do ông đã hiểu khả năng của từng thành viên. Thành Long và nhóm của ông cũng thực hiện nhiều pha hành động cho những nhân vật khác trong phim của ông, họ chọn góc quay sao cho khuôn mặt không lộ ra.
Vì bản chất nguy hiểm của những pha hành động mà ông thực hiện, Thành Long rất khó yêu cầu bảo hiểm, đặc biệt là tại Hoa Kỳ, nơi mà công việc của nhóm đều bị giới hạn theo hợp đồng. Thành Long đang giữ kỷ lục Guinness về "Diễn viên còn sống đóng nhiều cảnh mạo hiểm nhất", trong đó nhấn mạnh "không có công ty bảo hiểm nào chịu bảo hiểm cho bộ phim của Thành Long, nếu trong phim đó ông tự mình thực hiện tất cả các cảnh nguy hiểm". Ngoài ra, ông còn giữ một kỷ lục không chính thức về số lần quay đi quay lại chỉ cho một cảnh trong phim, ông đã thực hiện hơn 2900 lần quay lại cho một cảnh quay phức tạp về một trận đánh cầu lông trong phim Long Thiếu gia.
Những pha hành động mạo hiểm tự biên đã khiến Thành Long bị chấn thương rất nhiều lần trong khi đang thực hiện; nhiều pha này đã được chiếu trong các cảnh hậu trường vào cuối bộ phim. Lần ông tiến gần với tử thần nhất là khi quay phim Long huynh hổ đệ, lúc ông ngã từ trên cây xuống và làm rạn xương sọ, vĩnh viễn để lại một lỗ trong đầu của ông. Qua nhiều năm, Thành Long đã bị trật khung chậu và gãy ngón tay, ngón chân, mũi, cả hai bên xương gò má, hông, xương ức, cổ, vỡ mắt cá và xương sườn do các bộ phim của ông.

## Phim đã đóng và hình tượng trong phim
Nỗ lực tự thân đã mang đến cho Thành Long hình ảnh riêng biệt trong điện ảnh mà không lặp lại hình bóng của Lý Tiểu Long, giống như rất nhiều những diễn viên bắt chước phong cách Lý Tiểu Long vào trước và sau cái chết của Lý. Trái ngược với các nhân vật do Lý Tiểu Long thủ vai, những nhân vật anh hùng nghiêm túc, đạo đức đứng đắn, Thành Long thường đóng vai những thanh niên bình thường tốt bụng, và hơi ngớ ngẩn (thường có được sự thương cảm từ bạn bè, bạn gái hoặc gia đình) nhưng luôn có được một kết cục đẹp bất chấp sự chênh lệch đó.
Mặc dù loạt phim Giờ cao điểm thu được thành công, Thành Long nói rằng ông không phải là fan hâm mộ của bộ phim vì ông không đánh giá cao những cảnh hành động trong phim, lẫn không hiểu được lối hài hước của người Mỹ. Cũng trong cuộc phỏng vấn đó Thành Long đã nói rằng dù ông không có nhiều động lực với những bộ phim ông đã làm tại Mỹ, và liên tục thể hiện thái độ thiếu nhiệt tình đối với một số dự án Hollywood lớn nhất của ông vì sợ rằng những khán giả người Hoa sẽ không hiểu được chúng, ông đã dùng thù lao khá cao của mình từ các bộ phim đó để hỗ trợ tiền cho các dự án của Trung Quốc mà ông thích thú hơn.
Trong những năm gần đây, Thành Long dần trở nên chán phải diễn đi diễn lại những vai anh hùng võ thuật, và mong muốn mình sẽ diễn nhiều cảm xúc hơn trong các phim mới nhất. Trong Tân Câu chuyện cảnh sát, ông đóng vai một nhân vật mắc chứng nghiện rượu sau khi phải chứng kiến những cái chết của đồng đội. Để rũ bỏ hình ảnh Chàng tốt bụng, Thành Long đã lần đầu tiên đóng vai phản anh hùng trong bộ phim Kế hoạch BB với vai Thongs, một tên trộm đam mê bài bạc.

## Sự nghiệp âm nhạc
Thành Long là một ca sĩ thành công ở Hồng Kông và châu Á từ sự khởi đầu phát hành đĩa hát chuyên nghiệp vào thập niên 1980. Kể từ năm 1984 đến nay, Thành Long đã phát hành được 20 album. Ông thường hát trong bài hát chủ đề của bộ phim có ông tham gia diễn xuất, thường phát vào phần giới thiệu các vai diễn ở cuối bộ phim và đã có ít nhất là mười ca khúc này đã được phát hành trong các album nhạc nền của phim.
Thành Long đã lồng tiếng cho nhân vật Shang trong bản phát hành tiếng Hoa của bộ phim hoạt hình Mulan (1998) của hãng Walt Disney. Ông cũng biểu diễn bài hát "I'll Make a Man Out of You", đóng góp cho các bài hát của phim. Trong bản phát hành tại Hoa Kỳ, cả phần lời thoại lẫn bài hát đều do Donnie Osmond thực hiện.
Vào năm 2007, Thành Long thu âm và phát hành bài hát "We Are Ready", bài hát chính thức đếm ngược một năm cho đến Thế vận hội Mùa hè 2008. Ông đã biểu diễn bài hát tại buổi lễ đánh dấu thời gian đúng một năm cách ngày khai mạc Thế vận hội dành cho người khuyết tật Mùa hè 2008.
Một ngày trước ngày khai mạc Thế vận hội Bắc Kinh, Thành Long đã phát hành một trong hai album chính thức của Olympics, Album chính thức của Thế vận hội Bắc Kinh 2008 - Phiên bản Thành Long, với sự xuất hiện của một số khách mời đặc biệt.
Thành Long, cùng với Lưu Đức Hoa, Lưu Hoan và Châu Hoa Kiện, đã biểu diễn bài hát "Hard to Say Goodbye", bài hát tạm biệt trong Lễ bế mạc Thế vận hội mùa hè 2008.

## Chương trình truyền hình

Tiêu đề trong loạt phim hoạt hình nói về Thành Long.

Vào năm 2000, Thành Long tham gia lồng tiếng cho phiên bản của chính ông trong loạt phim hoạt hình Jackie Chan Adventures, được chiếu cho đến năm 2005.
Vào tháng 7 năm 2008, loạt chương trình truyền hình thực tế của BTV có tên Long đích truyền nhân (giản thể: 龙的传人; phồn thể: 龍的傳人). Loạt chương trình này do Thành Long sản xuất và làm diễn viên chính. Mục đích của chương trình là để tìm kiếm ngôi sao mới, giỏi hành động và võ thuật, để trở thành "truyền nhân" của Thành Long để đóng phim. Các thí sinh được các thành viên Alan Wu và He Jun của Nhóm hành động Thành Long huấn luyện và thi đấu trong nhiều cảnh, trong đó có các cảnh bom nổ, treo mình trên dây, đấu súng, pha hành động với ô tô, bơi lặn, đấu với chướng ngại vật v.v. Các giám khảo thường xuyên của chương trình là Hà Bình, Ngô Duy và Trịnh Phối Phối. Các giám khảo khách mời gồm có Đường Quý Lễ, Hồng Kim Bảo và Nguyên Bưu. Vòng chung kết bắt đầu vào ngày 5 tháng 4 năm 2008, còn lại 16 thí sinh, và kết thúc vào ngày 26 tháng 6 năm 2008. Trong số những khán giả có Từ Khắc, Ngô Vũ Sâm, Ngô Tư Viễn và Vu Vinh Quang.
Người chiến thắng trong loạt chương trình đó là Jacky Tu (Tu Sheng Cheng). Cùng với hai người về nhì là Yang Zheng và Jerry Liau, Tu chuẩn bị đóng trong ba bộ phim hành động Trung Quốc hiện đại, một trong số đó do Thành Long viết kịch bản, và cả ba phim do Thành Long đồng sản xuất với JCE Movies Limited. Các bộ phim này có tên Speedpost 206, Won't Tell You và Tropical Toranado và do Xie Dong, Jiang Tao và Cai Rong Hui đạo diễn. Tất cả 16 thí sinh trong vòng chung kết sẽ được trao cơ hội làm việc trong các phim đó, hoặc gia nhập Nhóm hành động Thành Long. Việc sản xuất bộ phim đầu tiên bắt đầu vào tháng 9 năm 2008. Ngoài ra, các thí sinh vòng chung kết sẽ có vai trong loạt chương trình hành động sắp tới của BTV.

## Vai trò ngôi sao và hình tượng công chúng

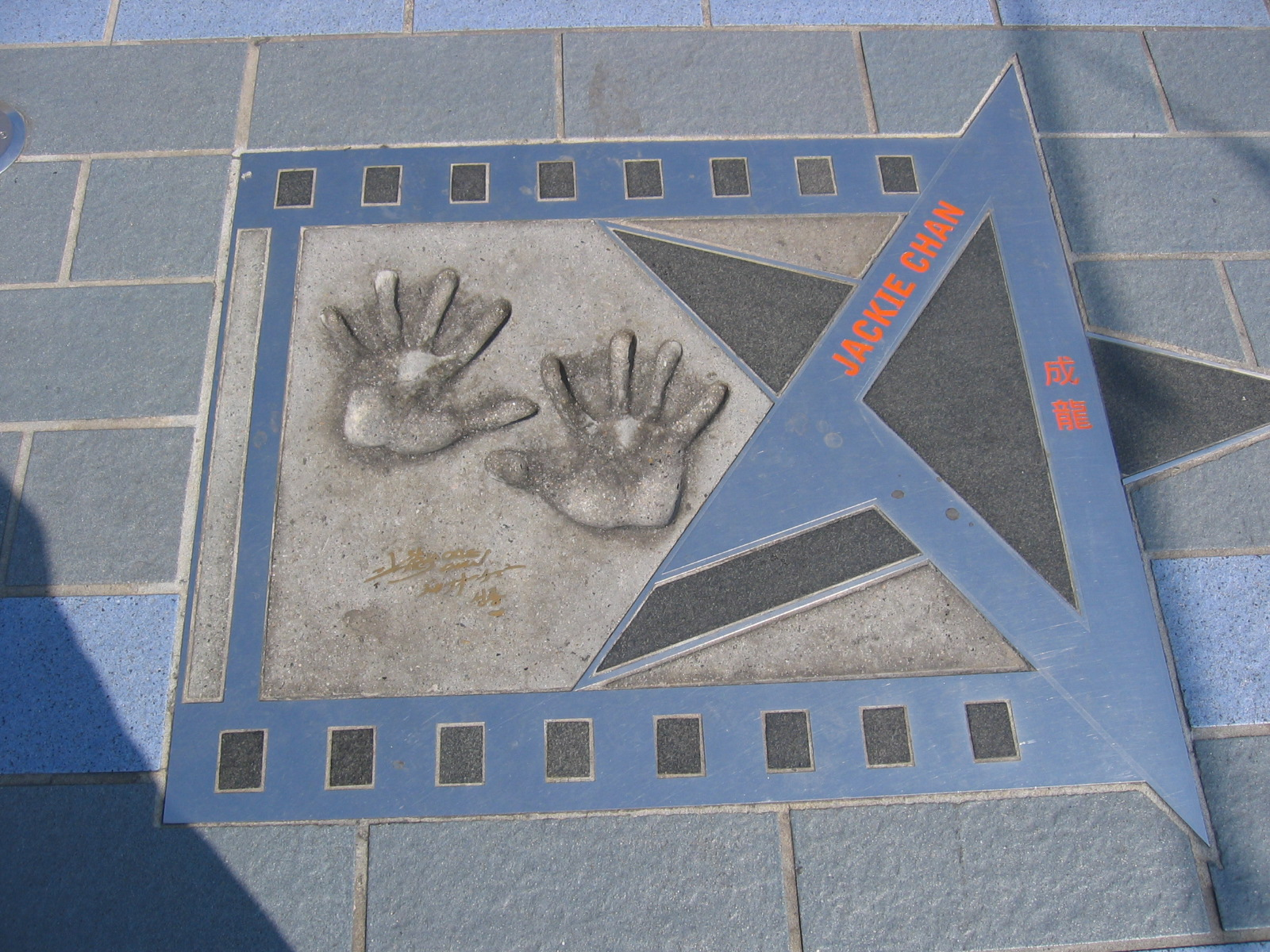
Dấu tay và ngôi sao của Thành Long tại Đại lộ Ngôi sao, Hồng Kông.

Thành Long được khắp thế giới tán thưởng vì diễn xuất của mình, ông từng được trao một số giải thưởng danh dự trong đó có Giải Người cách tân trong American Choreography Awards và giải thành tựu trọn đời của Taurus World Stunt Awards. Ông có sao trên Đại lộ Danh vọng Hollywood và Đại lộ Ngôi sao ở Hồng Kông. Mặc dù có được những thành công đáng kể tại những rạp chiếu phim tại Hollywood, những bộ phim kiểu Mỹ của Thành Long hay bị phê phán vì các pha múa võ. Các nhà phê bình phim Giờ cao điểm 2, Bộ vest Tuxedo, và Hiệp sĩ Thượng Hải cho rằng có sự đi xuống trong các pha hành động của Thành Long, với tốc độ pha đánh võ thưa hơn so với các phim trước đó của ông. Khía cạnh hài hước trong phim của ông cũng bị bàn cãi; một số lời phê bình cho rằng đôi khi nó khá ấu trĩ.
Thành Long còn là một biểu tượng văn hóa, ông được nhắc đến trong bài hát "Kung Fu" của nhóm Ash cũng như trong bài hát "Jackie Chan" của Frank Chickens, và những show truyền hình như Celebrity Deathmatch và Family Guy. Ông cũng là hình mẫu cho một số truyện manga như Bảy viên ngọc rồng (trong đó có một nhân vật lấy biệt danh là "Jackie Chun"), nhân vật Lei Wulong trong trò chơi Tekken và nhân vật Pokémon kiểu đánh võ Hitmonchan. Ngoài ra, Thành Long có một hợp đồng quảng cáo với Mitsubishi Motors. Do đó, có thể thấy rất nhiều xe hơi hiệu Mitsubishi trong các bộ phim gần đây của Thành Long. Hơn nữa, Mitsubishi còn vinh danh Thành Long bằng cách cho ra mắt xe Evolution, một loạt xe hơi với số lượng có hạn do tự ông điều chỉnh.
Một số trò chơi điện tử cũng đưa hình ảnh của Thành Long vào. Trước Stuntmaster, Thành Long đã có một trò chơi về chính mình, Jackie Chan's Action Kung Fu, phát hành năm 1990 cho máy PC và NES. Vào năm 1995, Thành Long có mặt trong trò chơi võ thuật Jackie Chan The Kung-Fu Master. Ngoài ra, một loạt trò chơi về Thành Long của Nhật cũng được hãng Pony phát hành trên máy MSX, dựa trên một số bộ phim của ông (Kế hoạch A, Kế hoạch A 2, Câu chuyện cảnh sát, Người bảo vệ và Quán ăn lưu động).

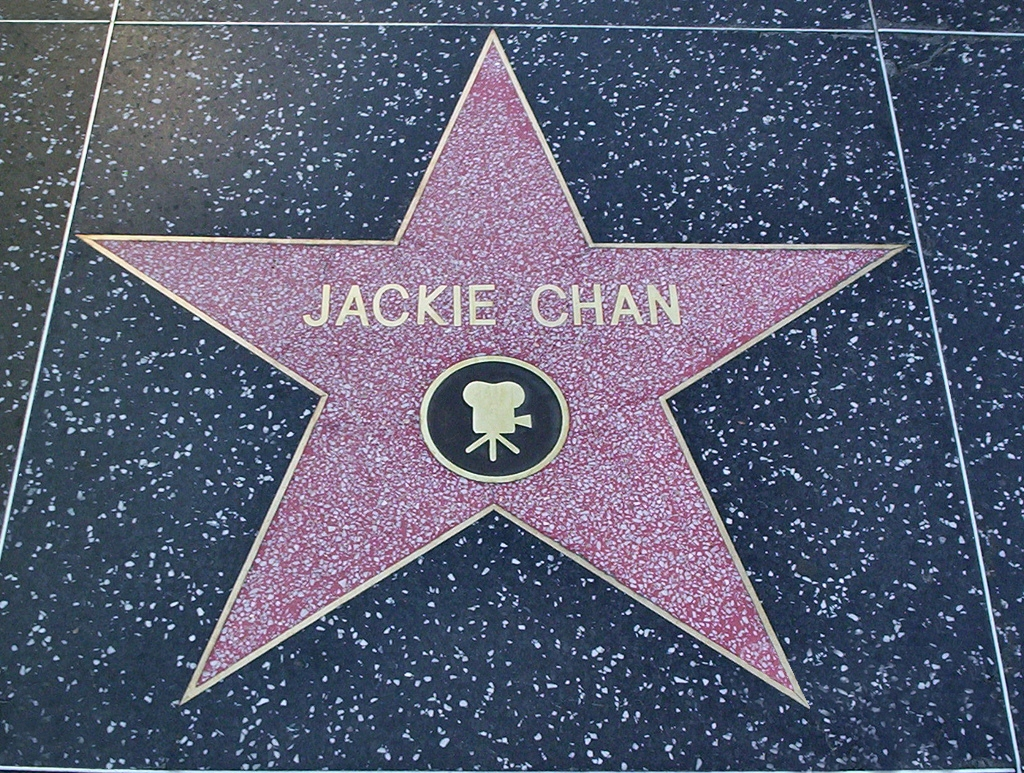
Ngôi sao của Thành Long tại Đại lộ Danh vọng Hollywood.

Thành Long luôn mong muốn trở thành một hình mẫu cho trẻ em noi theo, được trẻ em yêu thích vì phong cách hành động vì nghĩa. Ông đã từ chối đóng các vai phản diện và không bao giờ dùng chữ fuck trong phim của mình. Nuối tiếc lớn nhất trong cuộc đời của Thành Long là không có được sự học hành tử tế, nhưng điều đó đã khuyến khích ông tài trợ cho các học viện giáo dục trên khắp thế giới. Ông cũng góp quỹ cho việc xây dựng Trung tâm Khoa học Thành Long tại Đại học Quốc gia Úc và thành lập một số trường học ở những khu vực nghèo khó tại Trung Quốc.
Thành Long là người phát ngôn của Chính quyền Hồng Kông, xuất hiện trong những tuyên bố chính thức. Trong một đoạn quảng cáo có tên Hồng Kông sạch, ông kêu gọi mọi người dân Hồng Kông hãy quan tâm hơn đến việc xả rác, một vấn đề nhức nhối trong nhiều thập niên. Hơn nữa, trong một đoạn quảng cáo đề cao chủ nghĩa dân tộc, ông đã đưa ra một lời giải thích ngắn về bài hát Nghĩa dũng quân tiến hành khúc, bài quốc ca của Cộng hòa Nhân dân Trung Hoa. Khi Disneyland Hồng Kông khánh thành vào năm 2005, Thành Long đã tham gia buổi lễ. Tại Hoa Kỳ, Thành Long xuất hiện bên cạnh Arnold Schwarzenegger trong một đoạn quảng cáo của chính quyền để đấu tranh chống lại nạn vi phạm bản quyền và đã đọc lời phát ngôn công chúng cùng với Cảnh sát trưởng Hạt Los Angeles Lee Baca để khích lệ mọi người, đặc biệt người châu Á, tham gia Sở Cảnh sát Hạt Los Angeles.
Bảo tàng Thành Long đã bắt đầu được xây dựng tại Thượng Hải. Việc xây dựng bắt đầu vào tháng 7 năm 2008 và dự kiến kết thúc vào tháng 10 năm 2009.
Ngày 12 tháng 11 năm 2016, Thành Long được Viện Hàn lâm Khoa học và Nghệ thuật Điện ảnh Mỹ tổ chức lễ trao Giải Oscar danh dự, còn gọi là giải Oscar thành tựu cống hiến trọn đời cùng với 3 nghệ sĩ khác là Anne V. Coates, Lynn Stalmaster và Frederick Wiseman. Ông là diễn viên gốc Hoa đầu tiên và cũng là nghệ sĩ trẻ tuổi nhất nhận giải thưởng này cho đến thời điểm hiện tại.

## Hoạt động thương mại và từ thiện
Vào năm 2004, Thành Long cho ra mắt loại vải do mình thiết kế, trên đó có biểu trưng con rồng Trung Hoa và dòng chữ tiếng Anh "Jackie". Thành Long cũng kinh doanh một số mặt hàng mang nhãn hiệu của ông. Chuỗi nhà hàng sushi của ông, Jackie's Kitchen, có mặt ở khắp Hồng Kông, bốn tiệm tại Hàn Quốc và một tiệm tại Hawaii, và đang có kế hoạch mở một tiệm tại Las Vegas. Chuỗi cửa hàng Cafe của Thành Long có chi nhánh tại Bắc Kinh, Singapore, Kuala Lumpur, và Philippines. Các hoạt động đầu tư khác còn có các phòng tập Câu lạc bộ Thành Long (góp chung với California Fitness), và một dòng sản phẩm sô-cô-la, bánh ngọt và bánh yến mạch dinh dưỡng. Ông cũng hi vọng mở rộng lĩnh vực kinh doanh sang đồ gia dụng và dụng cụ nhà bếp, và cũng đang xem xét đến việc mở một siêu thị mang tên mình. Trong mỗi dự án kinh doanh, đều có một số phần trăm lợi nhuận sẽ được chuyển cho các quỹ từ thiện khác nhau, trong đó có Quỹ hỗ trợ Từ thiện Thành Long.
Thành Long là một nhà hoạt động từ thiện nhiệt tình và là Đại sứ thiện chí của UNICEF, cống hiến không mệt mỏi cho các hoạt động và sự kiện gây quỹ. Ông tham gia chiến dịch bảo tồn thiên nhiên, chống lại các hành động đối xử tàn tệ với động vật và quảng bá cho các nỗ lực làm giảm bớt đau thương trong những trận lũ lụt tại Trung Hoa lục địa và Sóng thần tại Ấn Độ Dương năm 2004. Vào tháng 6 năm 2006, ông thông báo sẽ hiến một nửa số tài sản của mình cho các quỹ từ thiện khi ông qua đời, thể hiện sự mến phục của mình đối với những nỗ lực của Warren Buffett và Bill Gates. Vào ngày 10 tháng 3 năm 2008, Thành Long là khách mời danh dự của Thủ tướng Úc Kevin Rudd trong buỗi lễ khánh thành Trung tâm Khoa học Thành Long tại Khoa Nghiên cứu Y học John Curtin, Đại học Quốc gia Úc tại Canberra. Thành Long cũng là một người ủng hộ dự án "Cứu những con hổ Trung Quốc" với mục tiêu cứu những con hổ Nam Trung Hoa đang bị đe dọa tuyệt chủng bằng cách nuôi dưỡng rồi thả chúng về thiên nhiên. Ông là đại sứ cho dự án bảo tồn gây nhiều tranh cãi này.
Sau vụ động đất ở Tứ Xuyên 2008, Thành Long đã quyên góp 10 triệu Yên Nhật để giúp đỡ các nạn nhân. Ngoài ra, ông đang lên kế hoạch làm một bộ phim về trận động đất ở Trung Quốc để quyên tiền giúp đỡ những nạn nhân sống sót.
Vào ngày 18 tháng 6 năm 2008, Thành Long có mặt tại Đài Bắc, Đài Loan để tham dự một sự kiện gây quỹ cho trẻ em, có tên "Baby is Our Hope" (tạm dịch: Trẻ em là niềm hi vọng của chúng ta) do kênh truyền hình cáp TVBS tổ chức. Ông bị nhiều người Đài Loan đón bằng những biểu ngữ đầy tức giận: "Không hoan nghênh!" và "Cút đi!" tại Sân bay Quốc tế Đào Viên. Những người này phản đối vì tức giận với những phát biểu của Thành Long buộc tội tổng thống Trần Thủy Biển đã dựng chuyện bị bắn vào đêm trước cuộc bầu cử năm 2004. "Tôi không biết phải nói gì, tôi không biết phải mặc gì. Vì thế cuối cùng, tôi quyết định cứ bình thường". Người đại diện chính quyền Vanessa Shih đã yêu cầu người dân Đài Loan bình tĩnh và chấp nhận những ý kiến trái chiều.
Tháng 11 năm 2009, Thành Long đến Việt Nam để làm từ thiện và tham gia phẫu thuật cho trẻ dị tật. Ngày 4 tháng 11, ông được Liên hiệp các tổ chức hữu nghị Việt Nam trao Huy chương vì hòa bình hữu nghị dân tộc.

## Đời tư
Vào năm 1982, Thành Long kết hôn với diễn viên Đài Loan Lâm Phượng Kiều. Cũng trong năm đó, hai người sinh được cậu con trai, hiện là diễn viên và ca sĩ Phòng Tổ Danh.
Năm 1999, Thành Long gần như thừa nhận mình là cha của cô con gái Ngô Trác Lâm (Cheuk Lam) với Hoa hậu châu Á năm 1990 Ngô Ỷ Lợi, mặc dù báo giới cho rằng ông dính líu đến nhiều người từ ca sĩ Đài Loan Đặng Lệ Quân đến ngôi sao nhạc pop kiêm diễn viên Mai Diễm Phương, hay ngay cả Ảnh hậu TVB Hồng Kông Mễ Tuyết.
Thành Long có thời gian bị dư luận Trung Quốc chỉ trích do người con trai nghiện ngập Phòng Tổ Danh của mình.